# Rodolfo Bulacio
Héctor Rodolfo Bulacio (Monteros, 1 de octubre de 1970 - San Miguel de Tucumán, 10 de marzo de 1997) conocido como Rodo Bulacio o La Rodo, fue un artista visual, perfomer y activista queer argentino.

## Biografía
Nacido en Monteros, fue uno de los tres hijos de Porota Jiménez. Comenzó desde muy pequeño a formarse en el arte asistiendo a diversos talleres artísticos en su ciudad natal. Ganó su primer premio a los 8 años con una pintura para el Día de la tradición. En el año 1988, se radica en la capital de la provincia de Tucumán. En 1992, asiste al Taller Xilos donde estudia técnicas de grabado. Fue alumno de la Licenciatura en Artes Plásticas de la Facultad de Artes de la Universidad Nacional de Tucumán en la especialidad Pintura y se desempeñó como adscripto estudiantil en la Cátedra “Práctica de Taller II de Dibujo y Pintura” en 1994. En 1996 inició su actividad como docente particular en su Taller de Primavera. También se dedicó a al escritura.
De adolescente fue parte del grupo de poesía y dibujo "La expresión" participando de algunas exposiciones.
En 1991 se convirtió en pionero y referente de la performance queer de Tucumán con la creación de "Flora y fauna" junto a Rodolfo Juárez. Esta dupla artística incursionó en distintas técnicas como la pintura, grabado, fabricación de objetos, creación de vestuarios, entre otras, tomando como inspiración los movimientos kitsch y popart.

### Obra artística
Entre sus primeras obras se destaca la pintura Odisea sex symbol que realizó el cielorraso del cine Teatro Marconi para su reinauguración en 1988, con apenas 18 años de edad. Se trataba de la representación de hombres desnudos que generaron un gran escándalo en la época.
Entre sus referentes se puede indicar a Andy Warhol y Pedro Almodóvar. Su obra artística como definirse como un pop latinoamericano que confronta los modos de producción dominante del capitalismo. Su producción se posicionó de manera con relación a esos centros, operando desde los suburbios tucumanos haciendo de eso un posicionamiento político.
En 1994, junto a Jorge Lobato Coronel y Claudia Martínez, fundan el Grupo Tenor Grasso, llamado así por Jorge Lobato Coronel. El colectivo de artistas visuales que a través de la performance buscaban generar discursos que cuestionaban los modelos establecidos entrecruzando la moda y el arte.

### Activismo
En junio de 1995, el represor Antonio Domingo Bussi (condenado en 2008 a cadena perpetua por haber cometido crímenes de lesa humanidad), logró convertirse por el voto popular, nuevamente en gobernador de Tucumán. Pero esta vez durante un gobierno democrático. En ese contexto histórico el arte tucumano tomó un fuerte espíritu contestatario para organizarse y manifestarse contra esa ofensiva represora. Las muestras y las performances eran habituales en las salas tucumanas. Rodo Bulacio fue una figura central en esos espacios de militancia artística que se opuso al clima opresivo del momento.

### Asesinato
El 10 de marzo de 1997, el cadáver de Bulacio fue encontrado en su departamento. Fue ahorcado y posteriormente quemado junto a sus pertenencias en un intento de borrar las pruebas. Dos de los tres imputados resultaron condenados con la pena máxima.

## Premios y reconocimientos
En 1992 recibió el Primer Premio Pintura de Murales de la Facultad de Artes. Ese mismo año recibió la Mención especial en técnica de grabado otorgada por Peña El Cardón.
El 22 de octubre en Sesión Ordinaria, la Cámara de Diputados de la Nación aprobó por unanimidad en el Orden del Día 1359 "Declarar de Interés Cultural la obra y Trayectoria del artista Plástico Tucumano Rodolfo Bulacio".
El Museo provincial de Bellas Artes "Timoteo Navarro" una de sus salas lleva el nombre de Rodo Bulacio en homenaje.

### Fundación Las Margaritas de Rodo
La Fundación Margaritas creada en julio de 2019 y es un organismo que promueve la difusión de las obras del artista monterizo Rodolfo Bulacio, como también a las creaciones de referentes del arte y de las nuevas generaciones que continúan produciendo y aportando a la cultura tucumana.